# Vít Fousek senior
Vít Fousek (* 31. Dezember 1913 in Tři Studně; † 1990) war ein tschechoslowakischer Skiläufer und Opfer der kommunistischen Herrschaft.

## Leben
Fousek entstammte einer Saisonarbeiterfamilie. Seit 1910 hatte sich Nové Město na Moravě zu einem Zentrum des Skilanglaufes entwickelt und auch Fousek betrieb diese Wintersportart seit seiner Kindheit. 1939 heiratete er, ein Jahr später kam sein Sohn Vít zur Welt, der ebenfalls Skiläufer wurde. Nach der Scheidung überließ Fousek seine kleine Wirtschaft in Tři Studně seiner Frau und erwarb in Vlachovice eine neue.
Fousek nahm zweimal an Olympischen Spielen teil. Er erzielte u. a. Siege bei den tschechoslowakischen Meisterschaften und beim Wettbewerb „Goldener Ski“. Fousek war Mitglied des Sportverbandes Orel.
1953 wurde Fousek in Jihlava durch die Státní bezpečnost verhaftet, weil er angeblich einer staatsfeindlichen Gruppierung Menšíková und Co. angehören sollte. In einem Schauprozess wurde der Gruppe vorgeworfen, im Jahre 1950 die Flucht von General Josef Musil unterstützt zu haben und durch Aufnahme von staatsfeindlichen Elementen den Sturz der Volksdemokratie vorbereitet zu haben. 1954 wurde Fousek vom Bezirksgericht Jihlava wegen Hochverrats zu neun Jahren Haft verurteilt. Hinzu kam eine Enteignung und eine dreijährige Aberkennung der Staatsbürgerrechte. Seine Haft verbüßte er in Jihlava, Gefängnis Pankrác und dem Besserungs- und Arbeitslager Vykmanov C. Im Zuge einer Amnestie wurde Fousek 1960 freigelassen.

## Erfolge
- Teilnahme an den Olympischen Winterspielen 1936 in Garmisch-Partenkirchen und 1948 in St. Moritz
- 1938: tschechoslowakische Meisterschaft, 50 km und 4 × 10-km-Staffel, jeweils 1. Platz
- 1941: Verbandsmeisterschaft in Nové Město na Moravě, 50 km, 1. Platz
- 1946: tschechoslowakische Meisterschaft, 4 × 10-km-Staffel, 1. Platz